# 瓦尔基雷 (网络红人)
瑞秋·「蕾」·瑪麗·霍夫斯特（英語：Rachell "Rae" Marie Hofstetter，1992年1月8日—），更为人所知的名字是瓦尔基雷（Valkyrae），是菲律宾裔美国網絡紅人。自2020年以来，她一直是YouTube上收视率最高的女性主播，并于2022年入选福布斯30位30歲以下精英榜。

## 职业
2018年，瓦尔基雷成为100 Thieves第一位女性游戏玩家和内容创作者。2020年1月13日，瓦尔基雷离开Twitch平台，并在YouTube上签订了独家流媒体合同。
瓦尔基雷於2020年超过 Pokimane成为增长最快的女性主播。到2020年底，瓦尔基雷直播的经常观看人数突破十万人。

## 获奖
- 2020年TGA2020：最佳内容创作者[9]